# Ostrów Tumski, Wrocław

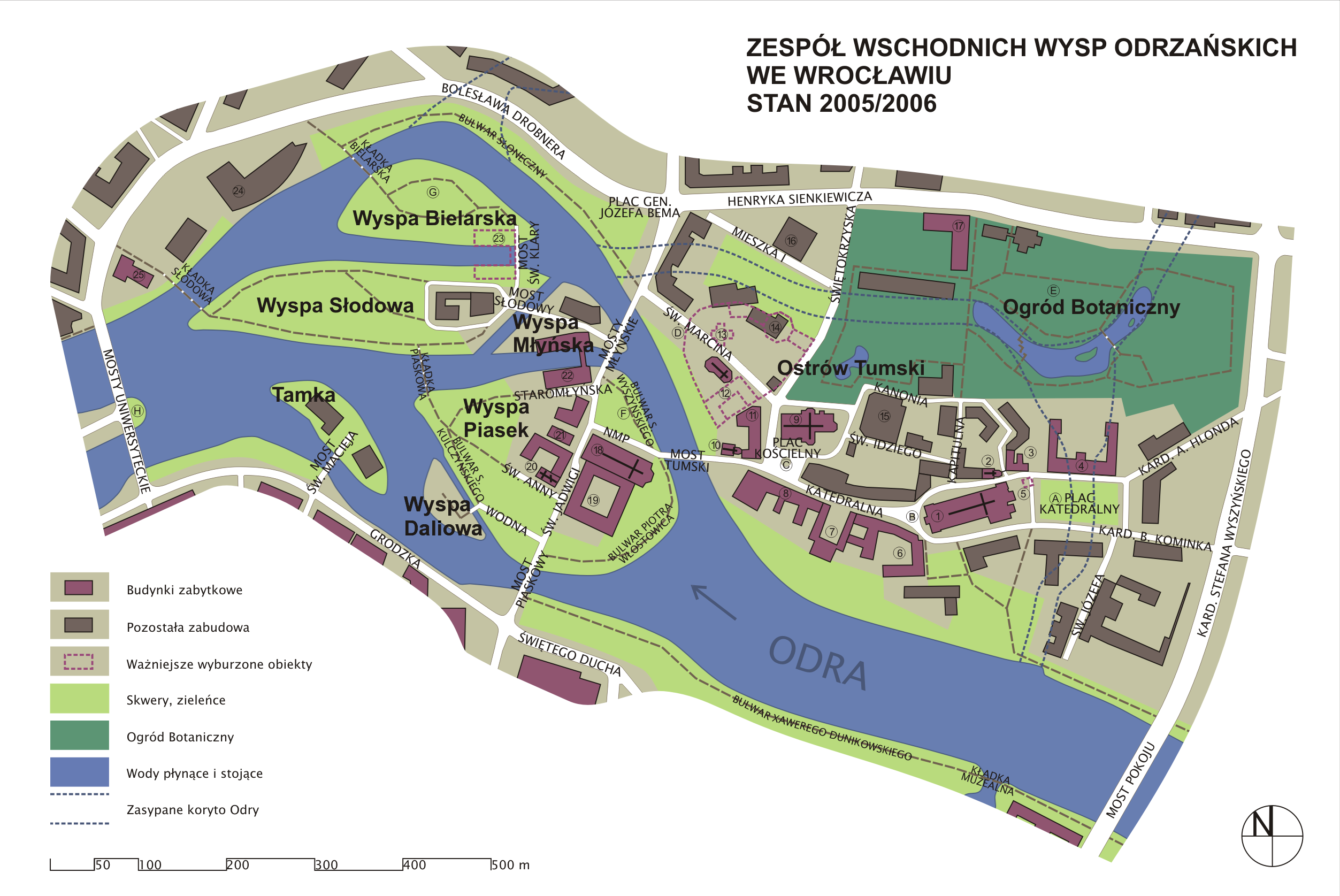
Các đảo ở Wrocław, với Đảo Nhà thờ cũ ở bên phải

Ostrów Tumski ("Đảo nhà thờ", tiếng Đức: Dominsel) là một phần lâu đời nhất của thành phố Wrocław ở phía tây nam Ba Lan. Nó trước đây là một hòn đảo (Ostrów trong ngôn ngữ Ba Lan cổ) giữa các nhánh của sông Oder.
Các cuộc khai quật khảo cổ đã chỉ ra rằng khu vực phía tây của Ostrów Tumski, nằm giữa Nhà thờ Thánh Martin và Thánh giá, là khu vực đầu tiên có người sinh sống. Nhà thờ đầu tiên được dựng bằng gỗ (St. Martin), có niên đại từ thế kỷ thứ 10, được bao quanh bởi những bức tường phòng thủ được xây dựng trên bờ sông. Hòn đảo có khoảng 1.500 cư dân tại thời điểm đó.
Các công trình đầu tiên trên Ostrów Tumski được xây dựng vào thế kỷ thứ 10 dưới triều đại Piast, và được làm từ gỗ. Tòa nhà đầu tiên từ vật liệu rắn là nhà nguyện của Thánh Martin, được xây dựng vào đầu thế kỷ thứ mười một bởi các tu sĩ Benedictine. Không lâu sau đó là nhà thờ đầu tiên được xây dựng, thay thế cho nhà thờ nhỏ.
Năm 1163, khu định cư đã bị đột kích bởi Boleslaw I the Tall, người đã trở về sau khi bị trục xuất. Sau khi lên nắm quyền kiểm soát khu vực và chờ tình hình chính trị ở Silesia ổn định, ông chọn Ostrów Tumski làm thủ đô mới của mình. Ông bắt đầu thay thế các tuyến phòng thủ gỗ bằng chất liệu gạch và xây dựng một nơi ở theo phong cách La Mã.
Năm 1315 Ostrów Tumski đã được bán cho nhà thờ. Vì hòn đảo không còn thuộc quyền tài phán thế tục, nên nó thường được sử dụng bởi những người đã vi phạm luật pháp ở Wrocław, như là một nơi trú ẩn. Một đặc điểm thú vị về tình trạng đặc biệt của hòn đảo là lệnh cấm bất kỳ người đàn ông nào đang đội mũ, áp dụng ngay cả trên cầu Tumski bên ngoài cột biên giới của "quốc gia giáo hội" nhỏ này (luật cũng áp dụng cho hoàng gia). 

Ostrów Tumski là nơi sinh sống không thường xuyên của Nicolaus Copernicus, người trong những năm 1503-1538 nghiên cứu triết học kinh viện tại Nhà thờ thánh giá ở Wrocław

Năm 1766 tại Ostrów Tumski, Giacomo Casanova đã từng sinh sống tại nhà của cha Bastiani. 

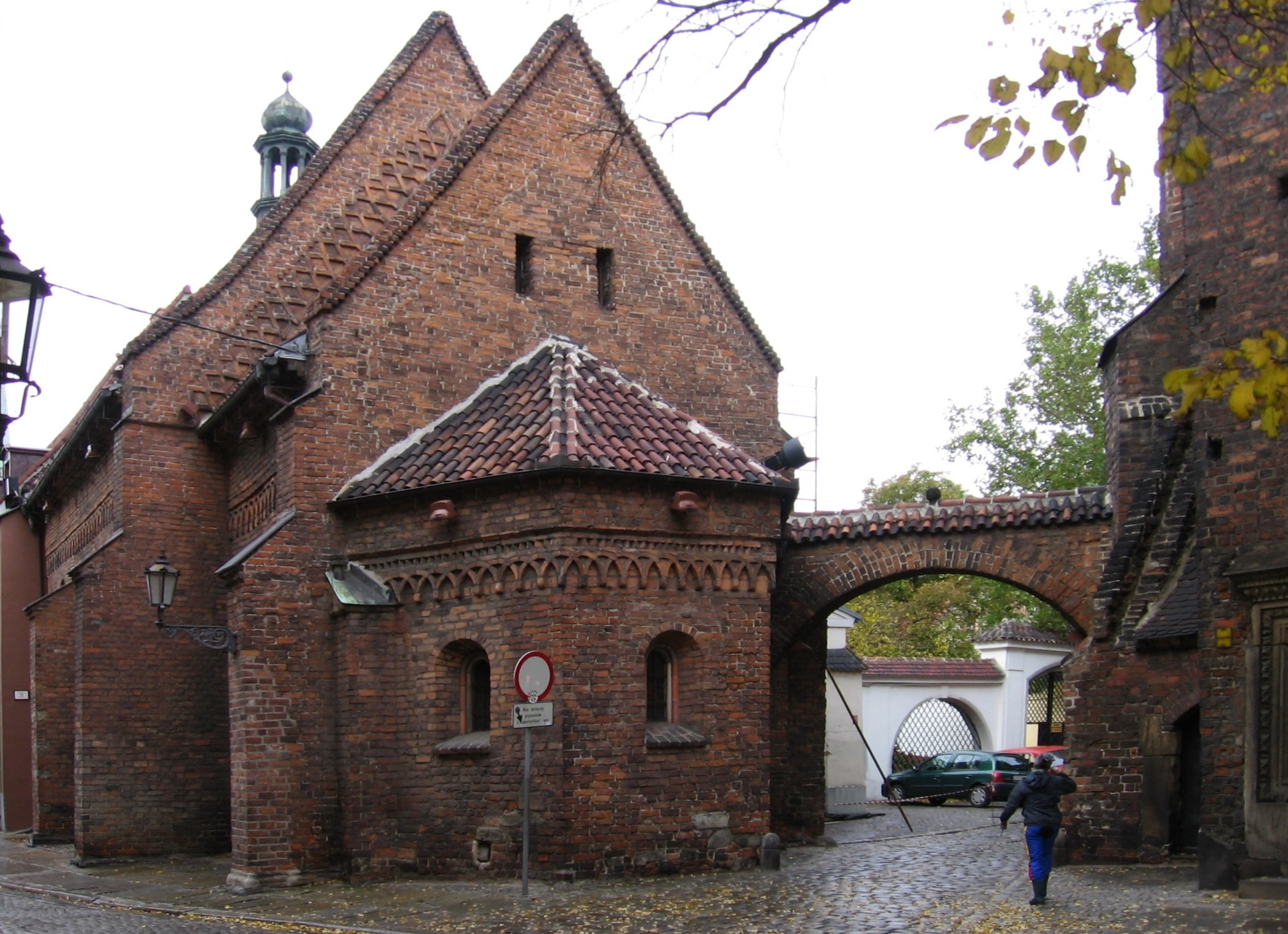
Nhà thờ St. Giles, được xây dựng năm 1220
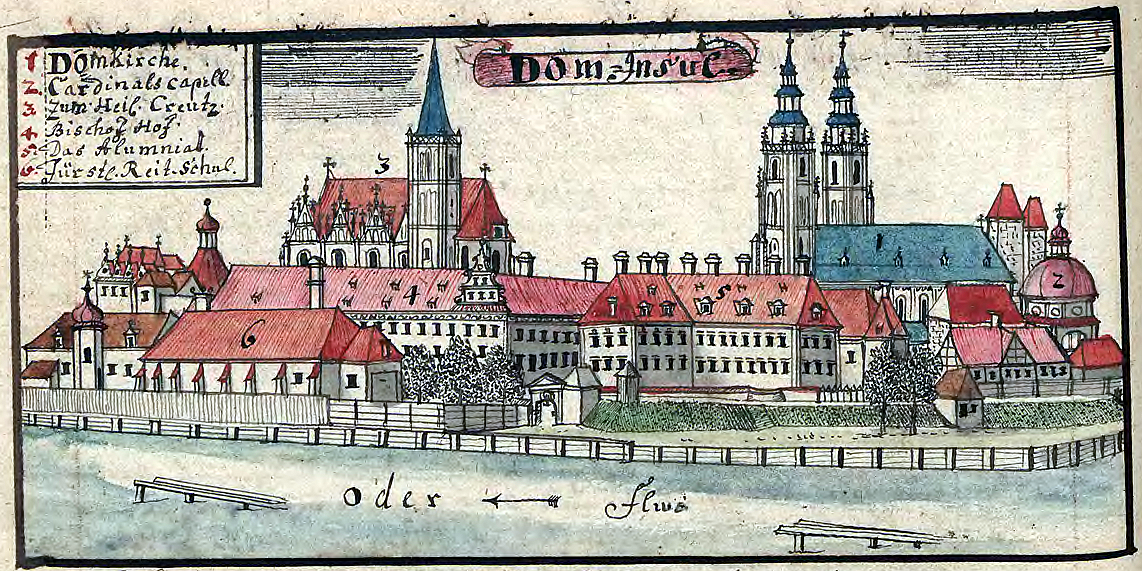
Ostrów Tumski
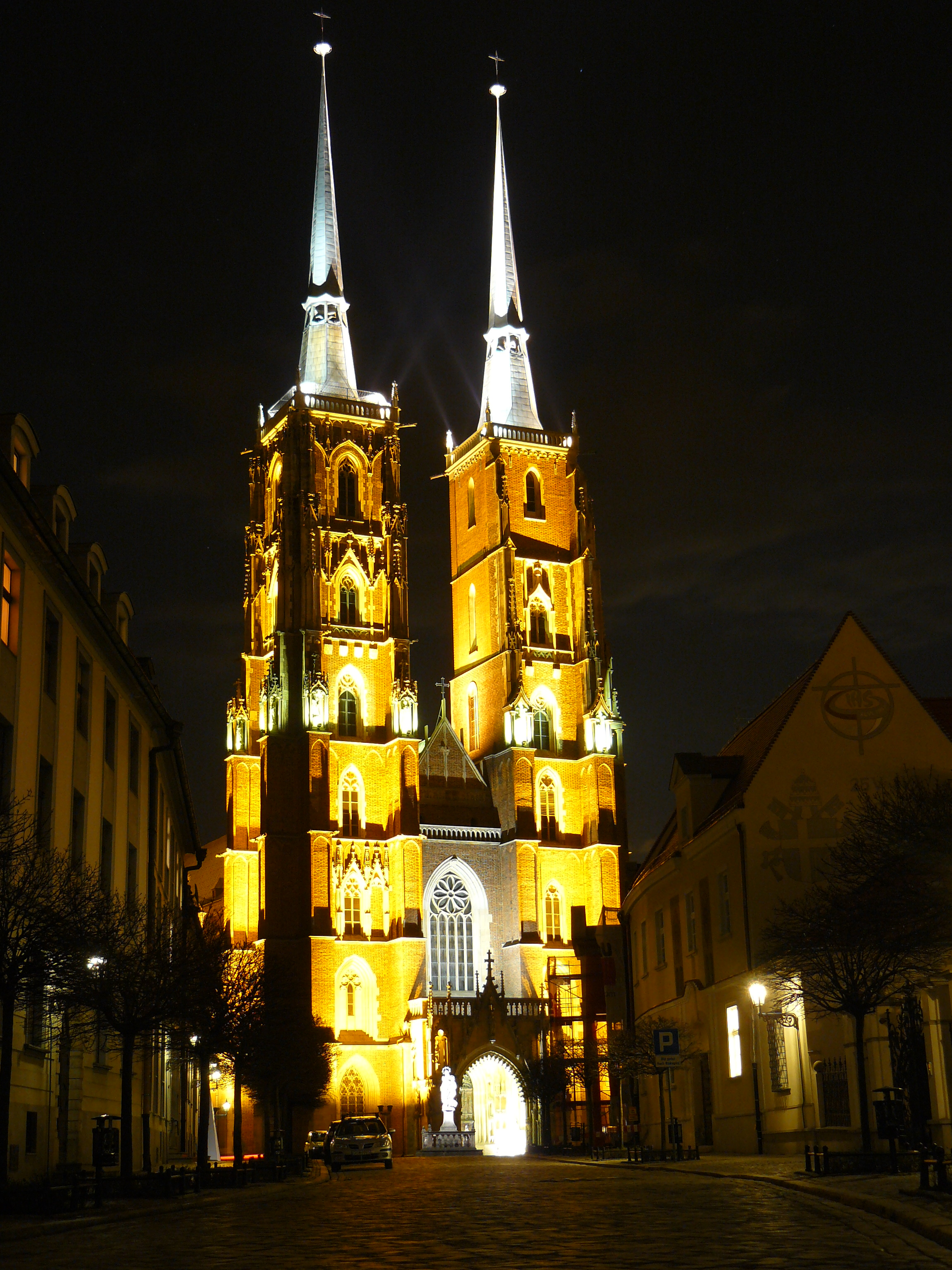
Nhà thờ Wrocław
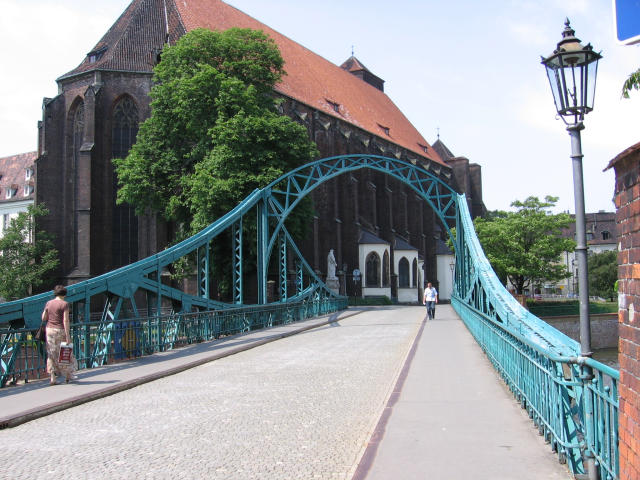
Cầu Tumski
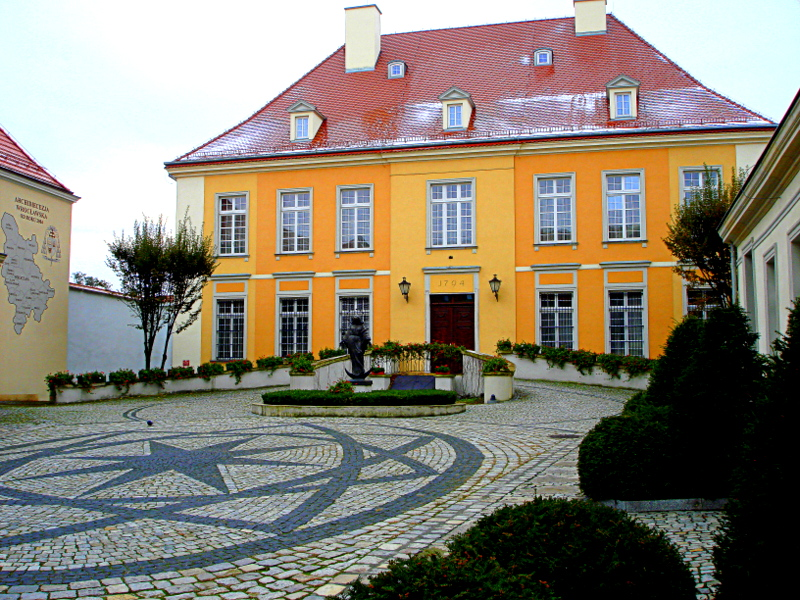
Cung điện của tổng giám mục
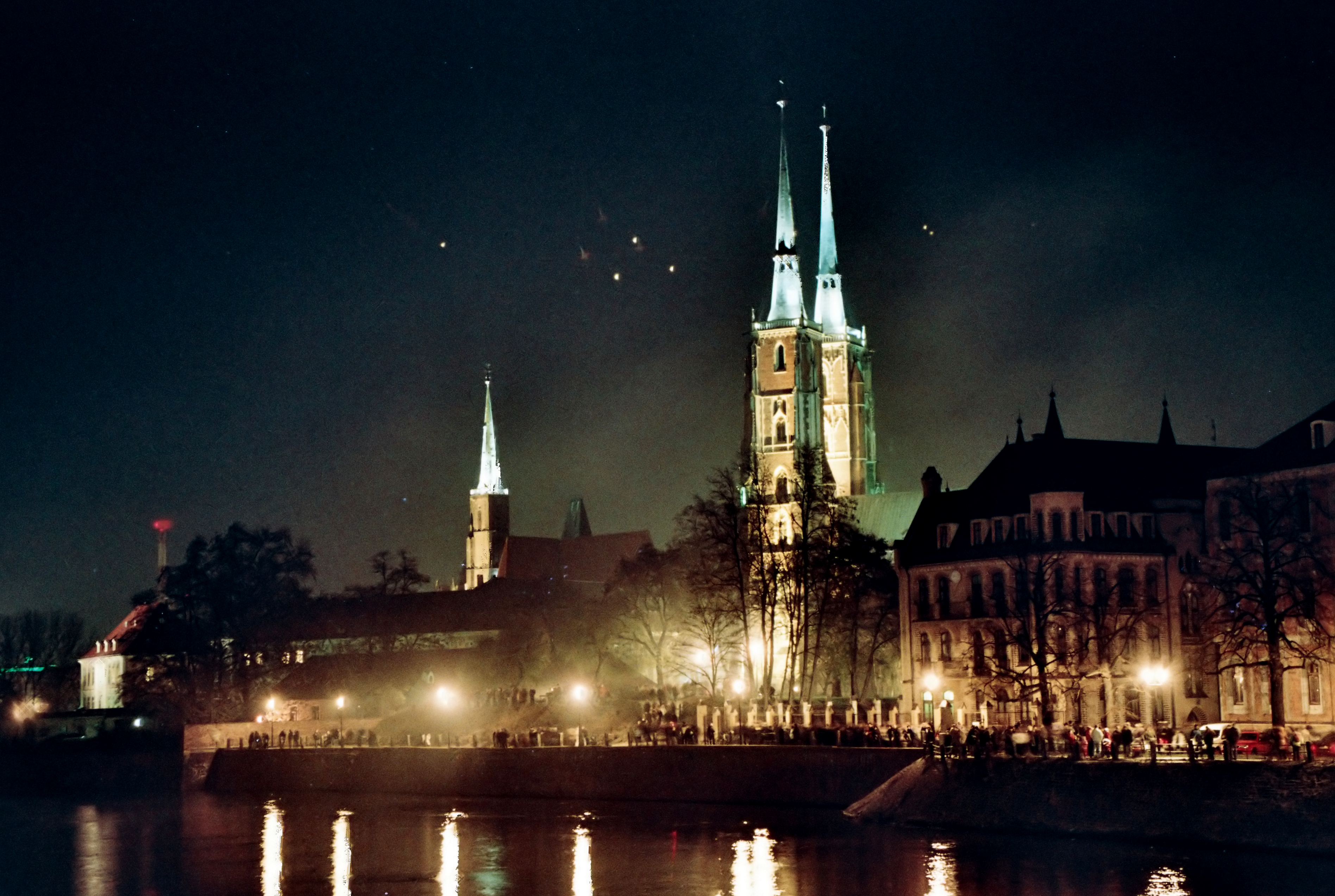
Đảo Ostrów Tumski
Ostrów TumskiOstrów Tumski
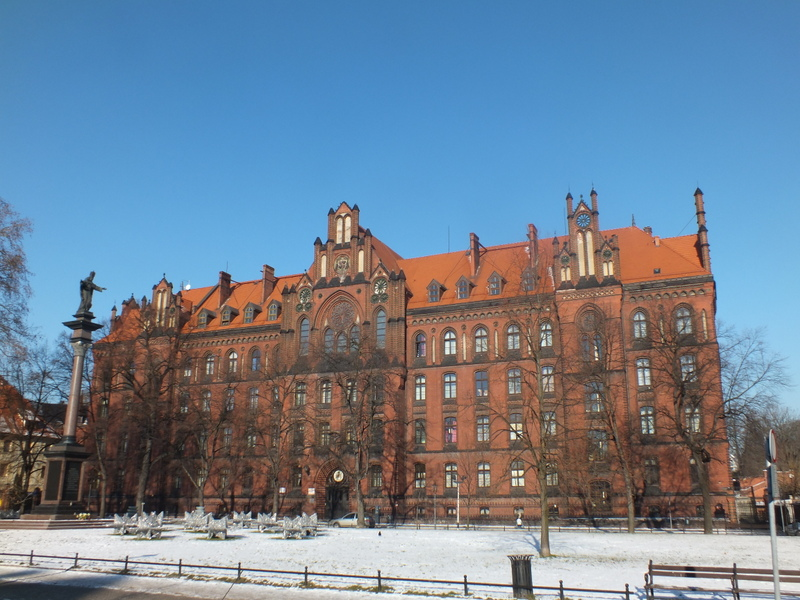
Chủng viện